# George Renwick
George Renwick (né le 7 août 1901 à Marylebone et décédé le 25 juillet 1984 à Chichester) est un athlète britannique spécialiste du 400 mètres. Il concourait pour l'Université d'Oxford.

## Biographie

### Palmarès
| Date | Compétition           | Lieu  | Résultat | Épreuve   | Performance  |
| ---- | --------------------- | ----- | -------- | --------- | ------------ |
| 1924 | Jeux olympiques d'été | Paris | 3e       | 4 × 400 m | 3 min 17 s 4 |

### Records
| Épreuve    | Performance | Lieu | Date |
| ---------- | ----------- | ---- | ---- |
| 400 mètres | 50 s 3      |      | 1924 |